# Abbaye Saint-Bénigne de Dijon
Pour les articles homonymes, voir Abbaye de Saint-Bénigne.
L'abbaye Saint-Bénigne de Dijon est une ancienne abbaye de moines bénédictins, fondée au IXe siècle. Elle est située au centre de Dijon (Côte-d'Or, en Bourgogne-Franche-Comté). Son abbatiale, l’église Saint-Bénigne dédiée à Bénigne de Dijon, un martyr chrétien du IIe siècle, est devenue en 1792 la cathédrale du diocèse de Dijon.
En partie détruite, l'abbaye conserve actuellement les restes d'une aile romane édifiée au XIe siècle, qui compte parmi les plus anciens bâtiments conventuels existant en France. Elle héberge depuis 1930 le musée archéologique de Dijon.

## Situation géographique
L'abbaye Saint-Bénigne de Dijon est située à l'ouest du centre actuel de la ville, à l'angle des rues Michelet, Mariotte, Danton et Condorcet. Cependant, dans les premiers temps, elle était située à l'extérieur du castrum de Dijon, auquel elle a progressivement été reliée par le développement d'un bourg entre les deux constructions.

## Histoire de l'abbaye

### Fondation de l'abbaye

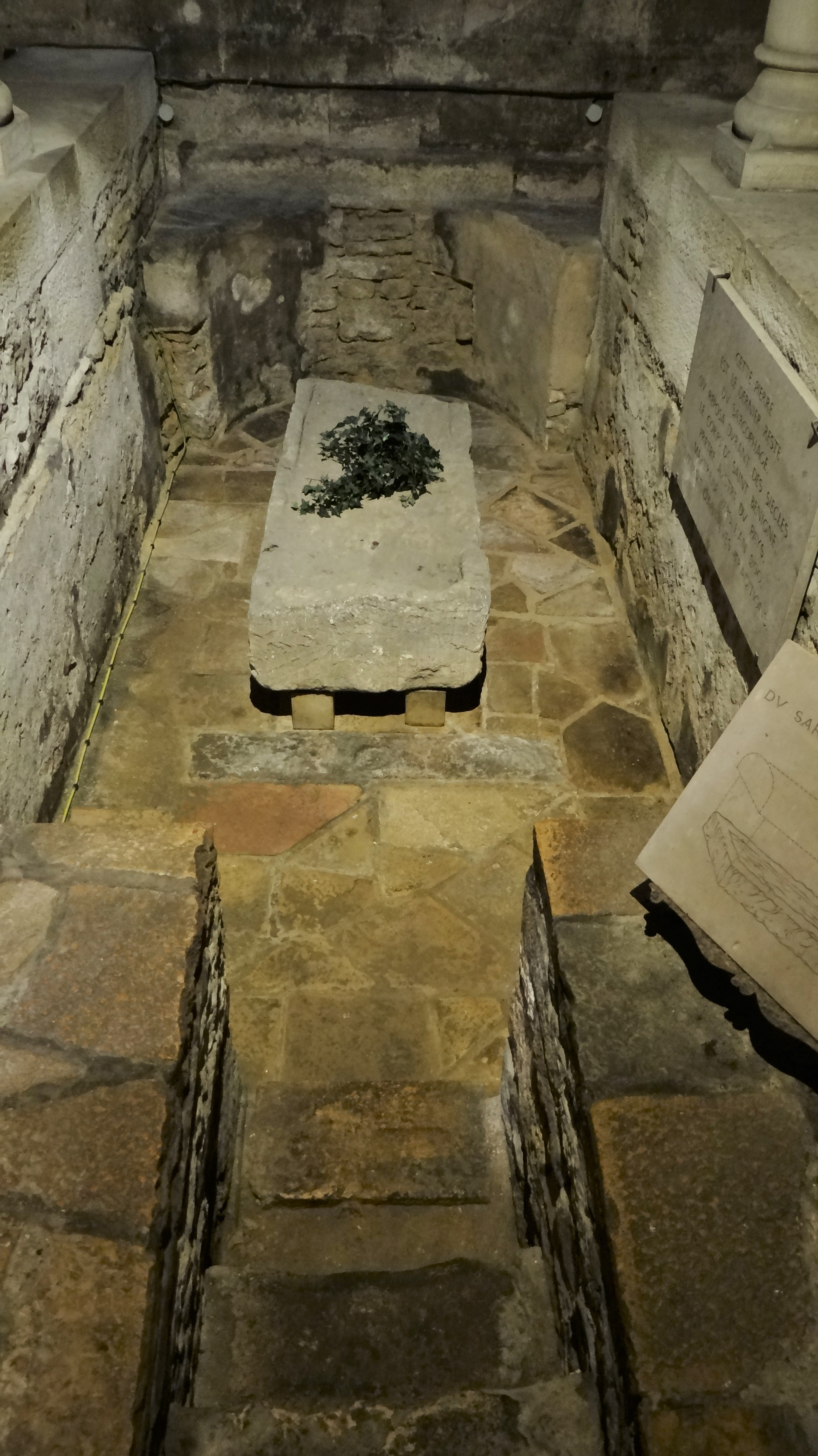
Sarcophage dit de saint Bénigne de Dijon, dans la crypte de l'abbatiale

L'origine de l'abbaye est entourée de légendes, liées à la personnalité de saint Bénigne de Dijon qui serait apparu à l'évêque Grégoire de Langres pour lui demander d’élever un oratoire sur son tombeau. Cette histoire, rapportée par Grégoire de Tours, petit-fils du précédent, est probablement une façon pour la hiérarchie ecclésiastique de canaliser des dévotions populaires qui pouvaient être héritées du paganisme. Quoi qu'il en soit, l'établissement religieux est donc attesté dès le VIe siècle. Il appartenait directement aux évêques de Langres. Une communauté de moines y est attestée dès le VIIIe siècle, mais pourrait avoir été présente dès le VIe siècle. Vers 870, le monastère est transformé : l'évêque de Langres Isaac et le roi Charles le Chauve y introduisent la règle bénédictine.

### Réforme de Guillaume de Volpiano
En 989, Guillaume de Volpiano est envoyé à Dijon par l'abbé Mayeul de Cluny avec douze moines pour réformer l'abbaye, à la demande de Brunon de Roucy, évêque de Langres, . Elle n'est cependant pas affiliée juridiquement à l'ordo cluniacensis et garde son indépendance. Brunon et Guillaume, d'un commun accord, se lancent en 1001 dans une ambitieuse reconstruction de l'église abbatiale, avec une basilique doublée d'une rotonde. Cette construction est un symbole du renouveau de la vie monastique mais aussi le fruit de la nécessité, compte tenu de l'adoption des usages clunisiens ainsi que de l'accroissement de la communauté : douze en 990, les moines sont en effet 80 en 1016, lorsque la construction de la basilique s'achève. La rotonde est terminée deux ans plus tard.
En parallèle, Brunon de Roucy s'emploie à affermir la situation financière de l'abbaye en restaurant ses possessions temporelles, tandis que plusieurs grands seigneurs de la région participent financièrement, notamment Otte-Guillaume, comte de Mâcon et avoué de l'abbaye jusqu'en 1016.
Le successeur de Guillaume de Volpiano, l'abbé Halinard, fait reconstruire les bâtiments conventuels dans les années 1030-1040, autour du cloître situé au nord de l'église et non au sud comme il est d'usage, peut-être à cause de la présence d'un cimetière ou d'un autre lieu sacré à cet endroit.

### Reconstructions successives
En 1137 un important incendie ravage Dijon et l’abbatiale (seule la rotonde est épargnée par les flammes). L’abbé Pierre de Genève reconstruit l’église presque entièrement en architecture romane.
Entre 1280 et 1393 l'église Saint-Bénigne de Dijon est construite en style gothique sur la précédente basilique effondrée en 1271. L'abbé Hugues d'Arc achète la moitié de la terre de Ville-Comte en décembre 1287 à Eudes de Frôloys,.

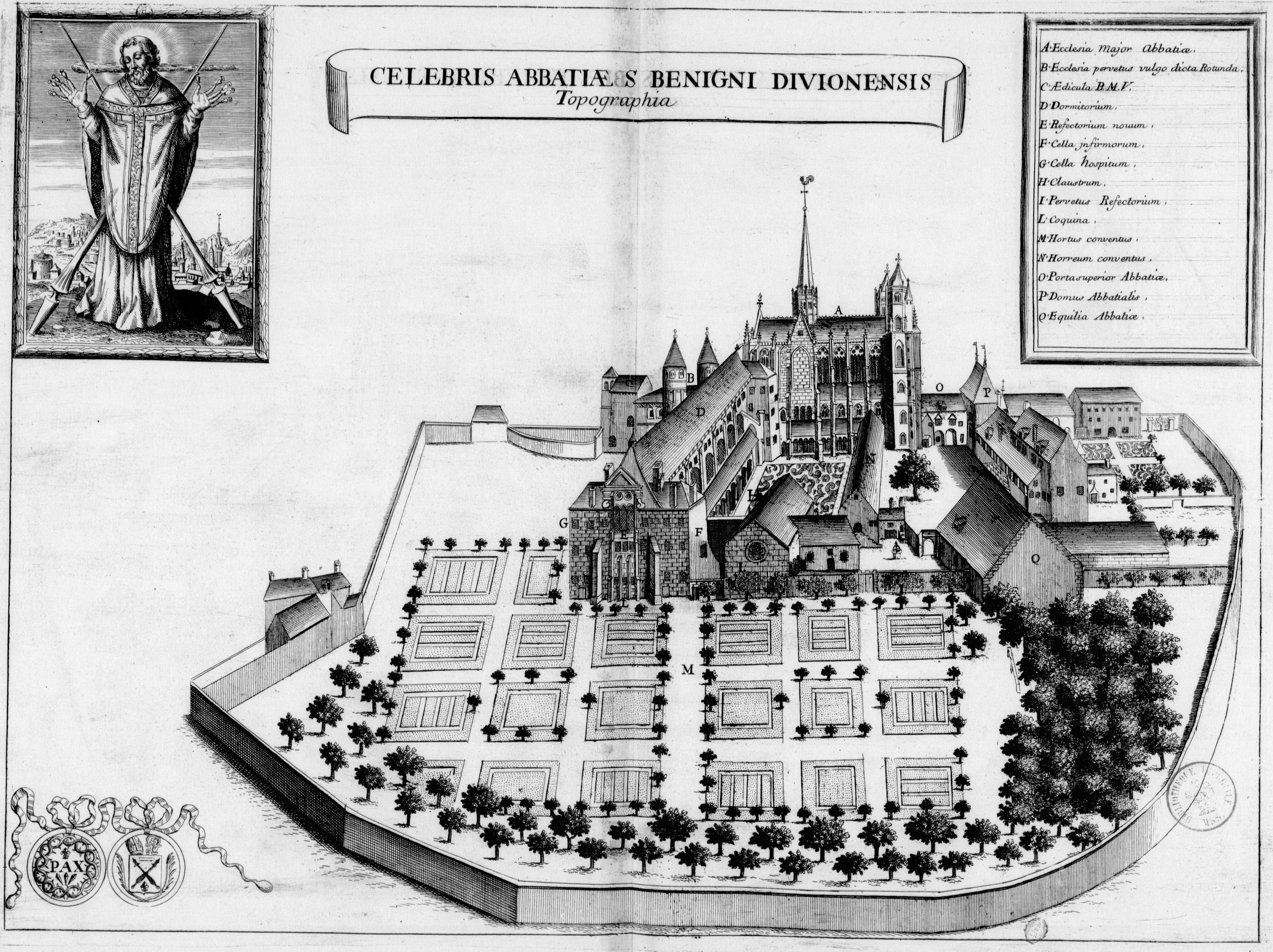
L’abbaye au XVIIe siècle, planche gravée du Monasticon Gallicanum.

Au XVIIe siècle la congrégation des Bénédictins de Saint-Maur entreprend des transformations architecturales de l'abbaye en architecture classique.
En 1791 durant la Révolution française, à la suite de la dissolution des ordres religieux à vœux solennels, les derniers moines quittent l'abbaye et en 1792 l'abbatiale (devenue d'abord église paroissiale) est consacrée cathédrale.
En 1930 le musée archéologique de Dijon (crée en 1831) hébergé au musée des beaux-arts de Dijon est transféré dans l'aile principale de l'abbaye Saint-Bénigne avec au niveau 0 : la salle capitulaire et le scriptorium (XIe siècle), au niveau 1 : le dortoir des moines (style gothique, XIIIe siècle) et au niveau 2 : des salles du XVIIe siècle.
L'abbaye bénéficie de plusieurs protections aux monuments historiques : un classement pour son cellier le 16 juin 1939, une inscription pour l'ancien logis abbatial le 9 mars 1979.

## Architecture

### Bâtiments conventuels

#### Salle capitulaire
La salle du chapitre date de la première moitié du XIe siècle ; elle est la plus ancienne salle capitulaire encore en élévation en France.
Jusqu'au XVe siècle, elle garde cette fonction et sert de lieu d'inhumation (4 sépultures furent relevées dans cette pièce, 5 abbés et 2 seigneurs).
Elle est plus tard transformée en cave par les moines de la congrégation de Saint-Maur qui s'installent dans l'abbaye au XVIIe siècle. Selon le plan mauriste de 1670, le chapitre est transféré au premier étage, dans le dortoir gothique.

#### Scriptorium
La salle attenante à la salle capitulaire longue de 30 mètres date elle aussi de la première moitié du XIe siècle. Elle est supposée être le scriptorium. Le rehaussement du niveau du sol en mille ans d'existence a transformé cette salle située autrefois au rez-de-chaussée, en crypte. Les accès extérieurs qui donnaient sur le cloître ont été condamnés.

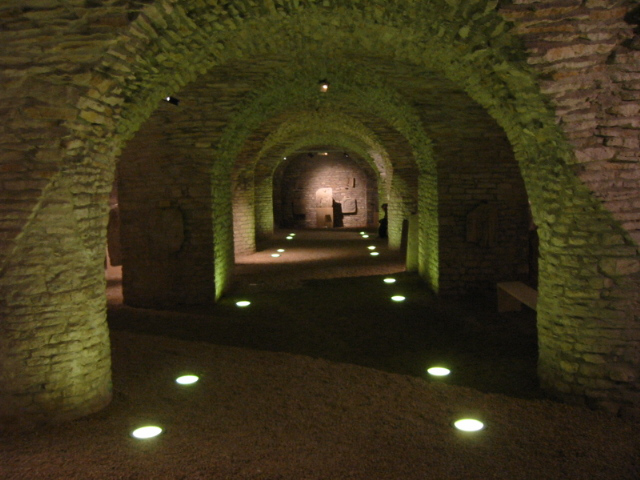
Le scriptorium construit au XIe siècle.
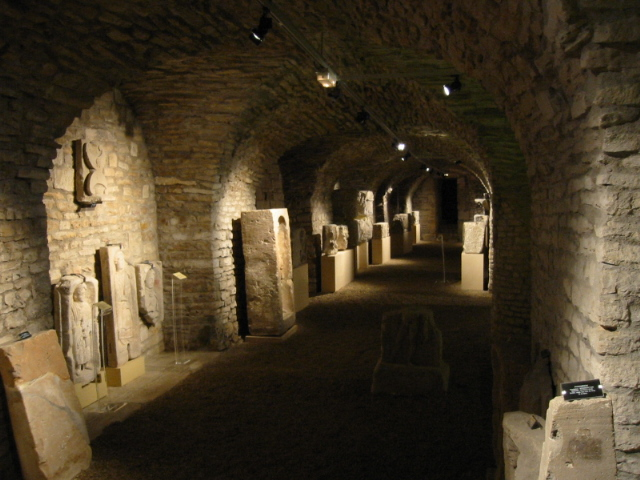
Il abrite aujourd'hui les pièces antiques du musée archéologique de Dijon.

#### Dortoir des moines
Le dortoir est construit à la fin du XIIIe siècle, au-dessus du scriptorium de l'époque romane. Il est construit avec des voûtes d’ogives, en style gothique.
En 1652, les mauristes font surélever l'aile par un niveau supplémentaire pour ajouter de nouvelles cellules. Les baies sont agrandies. Le toit est recouvert de tuiles plates de couleurs: blanches, noires, rouges et vertes.

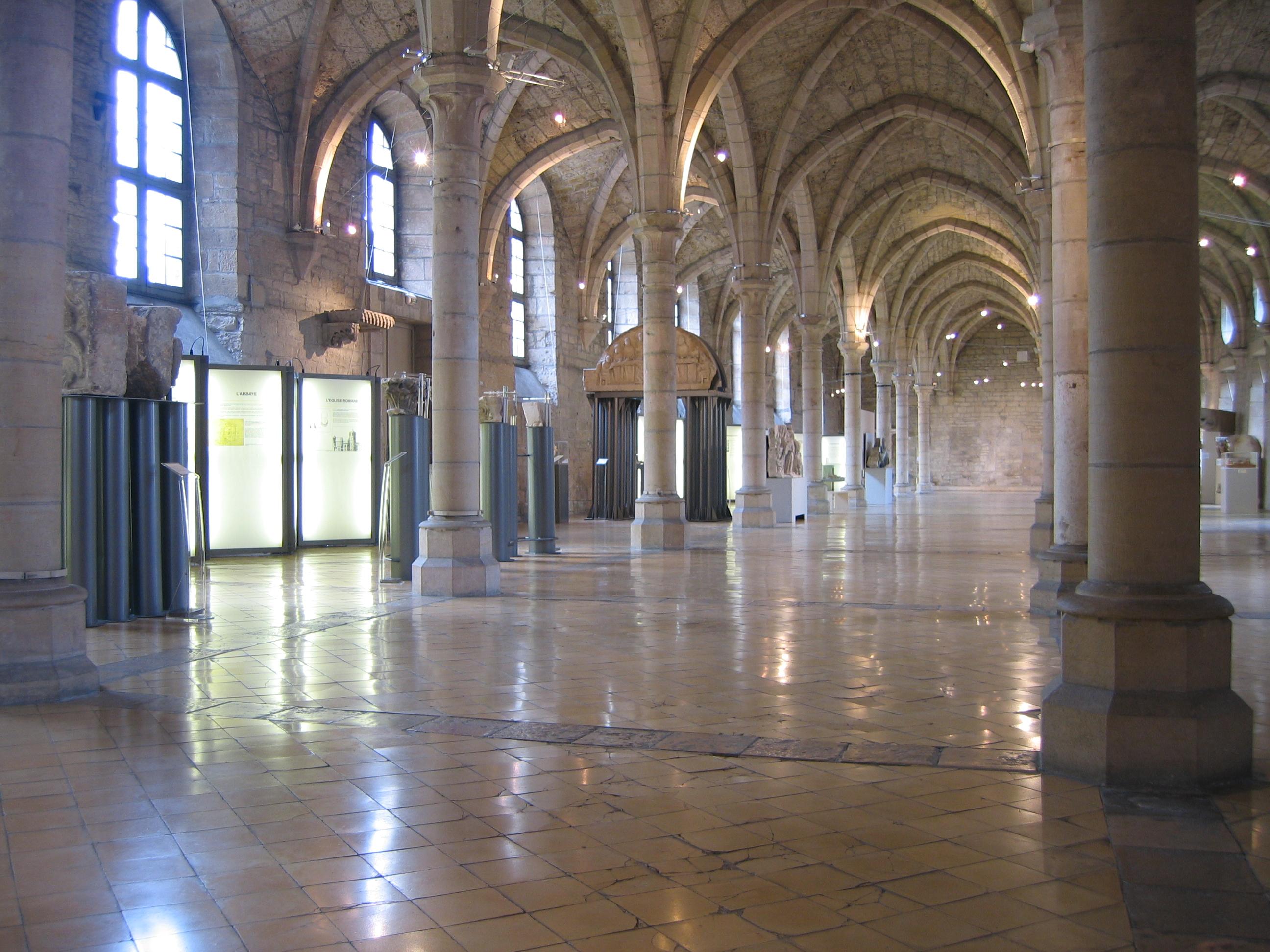
Dortoir des moines construit au XIIIe siècle (style gothique)
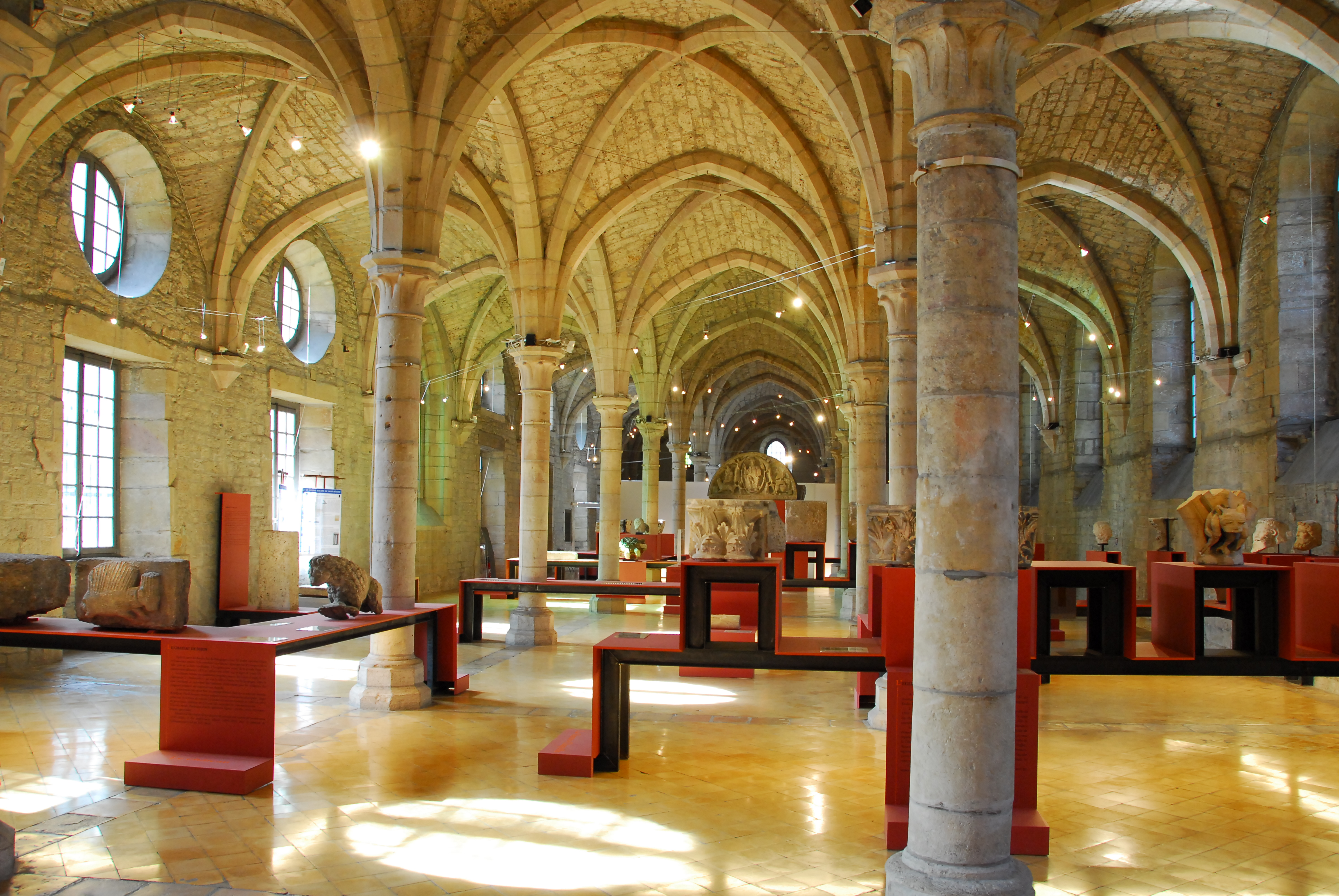
Il abrite aujourd'hui les pièces médiévales du musée archéologique de Dijon

#### Palais abbatial
Il renferme aujourd'hui l'École nationale supérieure des beaux-arts de Dijon

#### La maladrerie
Située à l'entrée de l'abbaye, elle accueillait les pèlerins et les voyageurs.

#### Cloître
Cloître roman avec ses quatre ailes qui desservaient les principaux édifices abbatiaux.
On a retrouvé dans le cloître, les sépultures de 65 personnes réparties de la façon suivante :
Galerie orientale
Elle forme un angle droit avec l'église et abritait la salle capitulaire, le scriptorium au niveau du rez-de-chaussée et le dortoir au niveau I, les autres bâtiments : cuisine, réfectoire, bibliothèque, logement de l'abbé ont tous disparus en élévation. Dans cette galerie furent retrouvées les sépultures de:
14 moines, 11 seigneurs, 1 duc, 1 curé, 3 abbés
galerie occidentale
12 moines, 1 seigneur, 1 inconnu, 1 clerc, 1 curé, 1 bourgeois
Galerie septentrionale
4 moines, 2 inconnus, 1 curé
Galerie méridionale
11 moines

### Jardins
La rivière du Raisne, affluent de l'Ouche traverse les jardins inférieurs de l'abbaye.

### Cimetière
Au Moyen Âge l'investiture du maire et des échevins se faisait dans le cimetière de l'abbaye Saint-Bénigne en face au portail de l'église Saint-Philibert.

## Sculptures

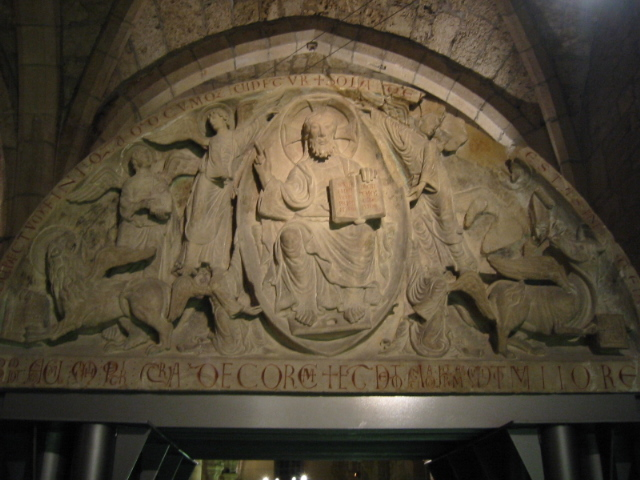
Tympan du Christ en gloire, provenant d’un portail du cloître (1150-1160). Musée archéologique de Dijon.

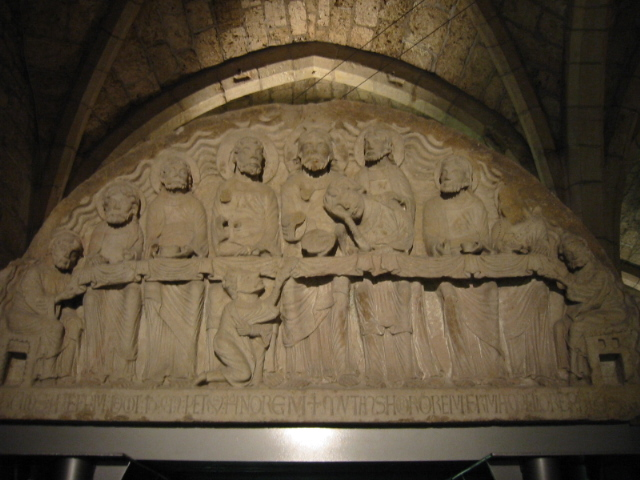
Tympan de la Cène, provenant du réfectoire : onze personnages entourent le Christ nimbé avec le pain au centre, dont les apôtres Jean, Judas et Pierre. Musée archéologique de Dijon.

Les différents édifices de l'abbaye furent ornés de plusieurs tympans richement sculptés. L'un ornait la façade occidentale de l'abbatiale, connu par une gravure, et dont quelques éléments sont conservés au Musée Archéologique. Les gravures de dom Plancher conservent le souvenir d'un tympan représentant le martyr de Benigne. On a parfois supposé qu'il provenait aussi de la façade occidentale, mais cela paraît peu probable. Son emplacement originel reste inconnu.
Un autre fut découvert en 1833 dans les maçonneries de l'église. Plusieurs fois déplacé, son emplacement d'origine est difficile à déterminer. Il ne semble pas possible cependant qu'il s'agisse du portail donnant dans le cloître comme on l'a pensé au XIXe siècle. Lors des travaux menés par les mauristes, il fut remployé comme décors de l'enfeu du tombeau du cardinal de Givry.  Il représente le Christ en majesté, entouré des quatre vivants. Il pourrait être daté de la fin du XIIe siècle.
Un autre décorait la porte du cloître donnant accès au réfectoire, décoré de la Cène. Sa réalisation pourrait être placée dans le second tiers du XIe siècle. Assez différent des autres tympans sculptés de l'abbaye, ses sculptures se rapprochent du "relief Crosby" retrouvé à Saint-Denis.
Une clé de voûte, en Pierre d'Asnières, taillée, 1281-1287.Inv.Arb 1140, conservée  au musée archéologique de Dijon, François Perrodin.
Cette clef de voûte  décorée d'un masque de feuilles enrichissant le programme sculpté  de l'abbaye Saint-Bénigne[style à revoir]

## Sépultures
(liste non exhaustive)
Il reste un rouleau des morts de 1439-1441 n°: LXXXII conservé à la Bibliothèque de Troyes, ms 2256 et qui a fait l'objet d'un article dans Bibliothèque de l'École des Chartes, 1867, vol 28, 4e série, III, 153.
On a retrouvé dans plusieurs endroits de l'abbaye 86 sépultures dont deux d'abbés dont le lieu d'inhumation n'a pu être déterminé.Elles sont aujourd'hui conservées dans la crypte actuelle, à l'étage inférieur de la rotonde du XIe siècle
- 1132 - Pierre de Saint-Bénigne, gisant disparu, connu par dessin le représentant dans un enfeu[15]
- 1241 - Hugues, chambrier de St Bénigne, inhumé dans le cloître, tombe plate disparue, connue par dessin[16]
- 1242 - Nicolas de Flavigny. Cet abbé de Flavigny contracta une association tant pour lui que ses successeurs entre son abbaye et l'abbaye Saint-Bénigne de Dijon (charte de juin 1239)[17]. André Joseph Ansart, Histoire de Sainte-Reined Alise et de l'abbaye de Flavigny, Paris, 1783, p. 354-355.
  - Dessin de la plate tombe[18]
- 1264 - Guy d'Arc, plate tombe disparue, connue par dessin ou il est représenté en armure lance à la main droite[19]
- 1267 - Gauthier Courtivron
- 1267 - Gauthier de Saulx, pierre plate disparue, connue par dessin, représenté en armure debout une lance dans la main droite, une épée au flanc gauche et tenant son bouclier en forme d'écu qu'il tient par le haut à hauteur de sa taille, dans une ouverture encadrée de deux colonnettes surmontées d'un arc trilobé, au-dessus duquel se trouve de part et d'autre un ange. Il est monté sur deux chiens à ses pieds, un aigle au-dessus de sa tête. L'épitaphe court et se lit à partir du haut vers la droite tout autour de la pierre[20].
- 1271 - Othe de Beire, pierre tombale plate disparue, connue par dessin
- 1272 - Othe Beire
- 1274 - Guillaume d'Arc, damoiseau, inhumé au cloître
- 1279 - Robert Beire
- 1293 - Isabelle de Presmes, épouse de Jean d'Arc
- 1293 - Isabelle de Pesin, pierre plate disparue, connue par dessin
- 1298 - Eglantine d'Echalot, femme de Barthélémy Villecomte, pierre plate, conservée et dressée
- 1298 - Huguenin Villecomte, fils de Bartélémy, pierre plate disparue, connue par dessin
- 1300 - Hugues d'Arc, pierre plate disparue, connue par dessin conservé dans la salle médiévale du musée archéologique de Dijon
- 1302 - Marguerite de Turcey, pierre tombale plate disparue, connue par dessin
- 1303 - Pierre de Saulx-Ventoux, pierre plate disparue, connue par dessin
- 1304 - Hugues d'Arc, époux de Marguerite de Turcey, pierre plate disparue, connue par dessin
- 1305 - Philippe de Antulevent, pierre plate disparue, connue par dessin
- 1306 - Jean d'Arc, époux de Isabelle ?, pierre plate disparue, connue par dessin
- 1307 - frère Jean, pierre plate disparue, connue par dessin
- 1314 - Eudes d'Arc, pierre tombale plate disparue, connue par dessin[21]
- 1315 - Garthery de Boux, pierre plate disparue, connue par dessin
- 1317 - Eudes d'Ambro, pierre plate disparue, connue par dessin
- 1322 - Marguerite d'Arc[22]
- 1322 - Barthélémy Villecomte, mari d'Eglantine et père d'Huguenin, pierre plate disparue, connue par dessin
- 1326 - Marguerite d'Arc, pierre tombale plate, conservée et dressée
- 1329 - Jean/Alix d'Arc
- 1338 - Jeanne Voudenay, femme de Dreue?, pierre plate, conservée fragments
- 1343 - Hugues d'Arc et Marie d'Aubigny, son épouse plate tombe conservée, et dressée
- 1343 - Dreue d'Eguilly, plate tombe, conservée et dressée[23]
- 1347 - Étienne de Montaigu, pierre plate disparue, connue par dessin
- 1347 - Jean des Bourguignons, pierre plate disparue, connue par dessin
- 1350 - Thomas d'Arc, pierre plate disparue, connue par dessin
- 1360 - Marguerite d'Arc,
- 1378 - Hugues d'Arc, pierre plate disparue, connue par dessin figurant une épée sur la gauche, son sceau au milieu et son écu à droite avec sur le pourtour son épitaphe[24]
- 1379 - Pierre de Courbeton, docteur en théologie, abbé de St Bénigne de Dijon, plate tombe disparue, connue par dessin, représenté à genoux et priant les mains jointes sur la poitrine
- 1389 - Ladislas le Blanc, duc de Pologne, plate tombe, conservée et dressée
- 1408 - Jacques Dampnon de Semur, pierre tombale plate disparue, connue par dessin
- 1413 - Simon de Vaulx, pierre plate conservée, mais déplacée, enfouie dans le sol
- 1417 - Alexandre de Montaigu, premier abbé de l'abbaye de Flavigny, inhumé dans le chœur de St Bénigne, plate tombe disparue, dalle de cuivre, connue par dessin[25]
- 1432 - Renaud de Genlis, plate tombe disparue, connue par dessin[26]
- 1434 - Étienne de La Feuillée, pierre plate disparue, connue par dessin
- 1450 - Jean de Ronchal, pierre plate disparue, connue par dessin
- 1462 - Charles Dombois, tombe plate dans laquelle sera inhumé en 1479 Godefroi Dombois.
- 1464 - Inconnu, pierre plate disparue, connue par dessin
- 1465 - Thibault de Noydent, ou de Noidant et Bénigne Chamilly (milieu XVe siècle), plate tombe disparue, connue par dessin représentant deux religieux, la capuche de leur bure rabattue sur le devant du visage avec au-dessus de chacun d'eux un phylactère[27]
- 1468 - Hugues de Montconis, abbé, plate tombe disparue, connue par dessin[28]
- 1468 - Humbert de Poilley, plate tombe disparue, connue par dessin
- 1473 - Jacques de Montmorte, pierre plate disparue, connue par dessin
- 1476 - Gauthier de Fallerans, pierre plate disparue, connue par dessin
- 1479 - Benoît de la Praye, pierre plate disparue, connue par dessin
- 1479 - Godefroi Dombois, tombe plate dans laquelle reposait déjà depuis 1462, Charles Dombois aujourd'hui disparue, connue par dessin sur laquelle sont gravés deux corps l'un en bure à gauche, l'autre en armure à droite les deux les mains jointes sur la poitrine[29]
- 1481 - Guillaume Regnauldin, pierre plate disparue, connue par dessin
- 1483 - André de Montmoret, pierre plate disparue, connue par dessin
- 1498 - Robert de Vaulx, pierre plate disparue, connue par dessin
- 1499 - Guillaume de Loges, pierre plate, disparue, connue par dessin
- 1499 - Pierre de Fontette, pierre plate disparue, connue par dessin
- 1503 - Garnier, pierre plate disparue, connue par dessin
- 1508 - Jean Callot, plate tombe disparue, connue par dessin, conservé dans les réserves du musée archéologique de Dijon. Gravures en biseau caractéristique de la fin de la période médiévale
- 1510 - Étienne Millière, tombe plate, conservée, déplacée
- 1518 - Jean de Lantenay, tombe plate, dans laquelle sera inhumé Jean de Vigny en 1546conservée et dressée avec la représentation des deux personnages sur la pierre.
- 1519 - Claude de Charmes, inhumé dans le chœur de l'église abbatiale, tombe plate, disparue, connue par dessin[30]
- 1522 - Guillaume Sequanier, abbé, plate tombe, conservée et dressée reproduit dans Grillon page 305.
- 1522 - Pierre Henri, tombe plate conservée et dressée, en habit religieux, en 1545, un autre religieux y sera inhumé Jacques Perchet, les deux étant représentés sur la pierre tombale.
- 1540 - Flocelin, tombe plate disparue, connue par dessin
- 1545 - Jacques Perchet, inhumé avec Pierre Henry (1522) les deux en bure
- 1547 - Inconnu, pierre plate disparue, connue par dessin
- s. d. - Abbé de St Bénigne, gisant disparu, connu par dessin
- s. d. - Abbé de St Bénigne, gisant disparu, connu par dessin
- s. d. - Nicolas de Flavigny, tombe plate disparue, connue par dessin
- s. d. - Richard Bigot, tombe plate disparue, connue par dessin
- s. d. - Hugues, religieux de St Bénigne, tombe plate disparue, connue par dessin[31]

## Armoiries
- D'azur à deux lances d'or posées en sautoir, accompagnées d'un levier d'argent en chef et d'un ange de même en pointe.

item :
- D'azur à un saint Bénigne de carnation vêtu d'une aube d'or et d'une chasuble d'argent, les flancs percés de deux lances d'or en sautoir, les doigts percés d'alènes de même, et le front sommé d'un levier d'argent.

## Sceau
- 1208: rond, à un saint Bénigne en buste, nimbé, barbu, vêtu d'une chasuble, tenant de la main droite une palme, et de la main gauche un livre
- Légende : SIGILLVM SANCTI BENIGNI BVRGVNDIONVM APOSTOLI
- 1237 : Rond à un saint Bénigne à mi-corps, nimbé, imberbe, vêtu d'une aube, et d'une chasuble, tenant à la main droite une palme, et de la main gauche un livre, accompagné de deux dextrochères mouvant du flanc, tenant chacun une lance dont on aperçoit que la hampe, le fer étant longé dans le corps du martyr.
- Légende : SIGILLVM CONVENTVS SANCTI BENIGNI DIVIONIS
- Contre-sceau sans figure
- Légende : DEVS DEVS MEVS

Ce sceau ne sera modifié qu'à l'arrivée de la Congrégation de Saint-Maur et deviendra:
- XVIIe siècle : Ovale, à un écusson entouré de deux palmes, surmonté d'une mitre et d'une crosse, et portant les premières armoiries de l'abbaye
- Légende SIGILLVM MONASTERII SANCTI BENIGNI DIVIONENSIS

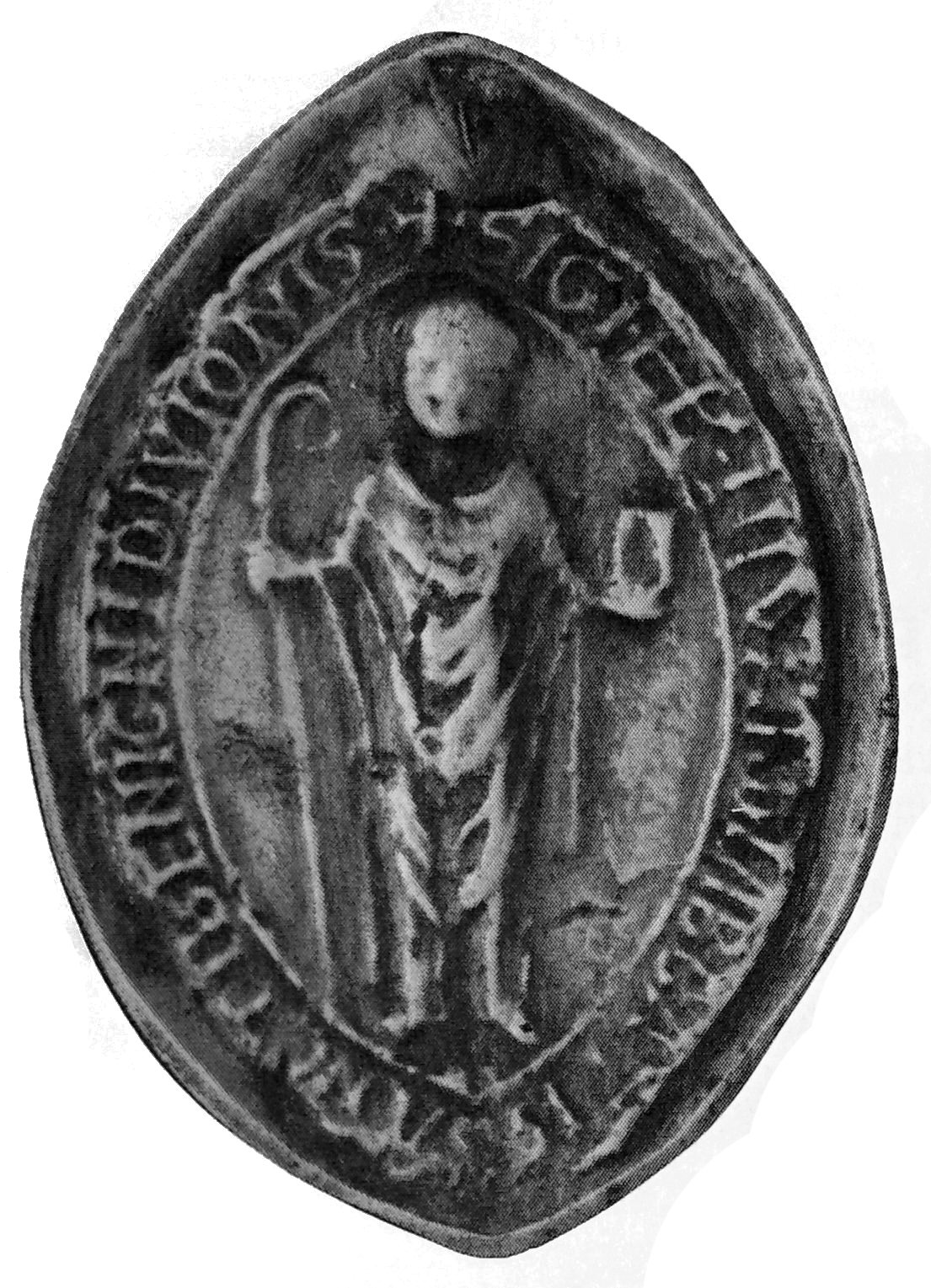
Sceau de Nivard, abbé de Saint-Bénigne.
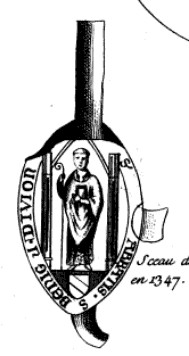
Sceau de 1347
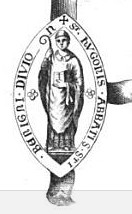

## Religieux célèbres
- vers 990 : Raoul le Blanc, vicomte de Dijon, prend l'habit monastique et donne une partie de ses biens à l'abbaye[32]. Il deviendra grand-prieur de l'abbaye Saint-Pierre et Saint-Paul de Bèze[33].
- 1025 à 1030 : Raoul Glaber, moine, (un des principaux chroniqueurs de l'An mil).
- Gui de Jaucourt (vers 1325-vers 1386), fut prévôt de cette abbaye et abbé de celle de Moutiers-Saint-Jean (1363-1386).
- 1671 : dom Thomas Le Roy, célérier et procureur, achève cette année-là son manuscrit sur l'histoire de l'abbaye et meurt quelque temps plus tard.

## Trésor
N'ayant pas de trésor selon les termes de la loi de 1913 qui prévoit que celui est constitué par les œuvres en péril au sein du Diocèse et que ce dernier est de constitution récente (1730), pour y suppléer, un musée d'art sacré est créé en 1980.

## Archives

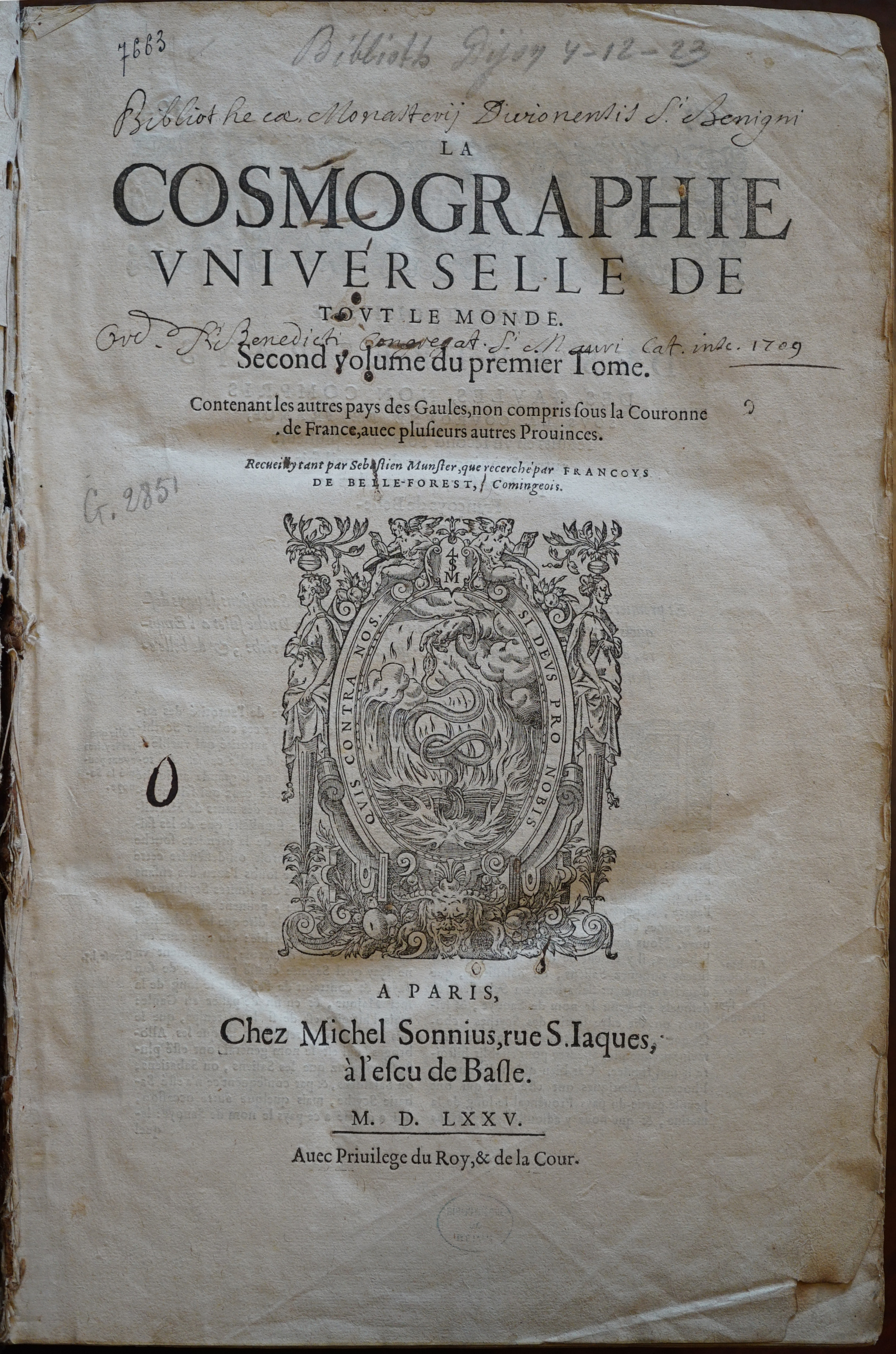
La cosmographie universelle de François de Belleforest de la bibliothèque des Benignes puis de St-Maur.

Parmi les documents anciens concernant l'abbaye nous avons des IXe siècle et XIIe siècle, conservés à la Bibliothèque municipale de Dijon:
- Le papyrus de la Bulle du pape Jean XV
- Un pontifical
- Des Commentaires de Raban Maut
- La Chronique  de saint Jérôme
- Le Cartulaire (Bibl.Dijon, ms.591)
- Bible (énorme)
- Imprimés de l'ancienne bibliothèque de l'abbaye.

Les Archives de l'abbaye conservées depuis La Révolution aux Archives départementales de la Côte-d'Or représente près de 1 800 articles en faisant l'un des fonds religieux les plus importants. Elles portent principalement sur la gestion des biens de l'abbaye.

## Iconographie
- 1674 - Abbaye Saint-Bénigne  vue cavalière par Dom Prinstet, conservée à la Bibliothèque nationale de France ;
- 1792 -  Démolition de la Rotonde , huile sur toile, tableau témoignage réalisé par Favier, cuisinier maître d'hôtel de l'évêque, Mgr de Mérinville. Propriété de la Commission des Antiquités, dépôt de l'Académie à la Bibliothèque municipale de Dijon[34] ;
- 1995 - Maquette de l'abbaye, réalisée par Laurent Renou et conservée au Musée archéologique de Dijon ;
- 1995 - Photographies de F. Perrodin de la Ville de Dijon.

## Sources et bibliographie ancienne
- 12347 - Ms  Chronicon breve Sancti-Benigni Divionenfis. Cette chronique était conservée au XVIIIe siècle dans la bibliothèque de monastère et dans celle du président Bouhier à Dijon.
- 12348 - auteur anonyme: Chronica venerandorum Abbatum illuftriumque Sanct-Benigni Divionenfis Monafterii Benefactorum atque Fundatorum, ab anno 485, ufque ad annum 1052, auctore anonymo Monacho hujus loci. Cette Chronique fut imprimée Dans Dom Luc d'Achery au tome I de son  Spicilége p. 353[35]
- 12349 -  Ejufdem Chronici continuatio ufque ad annum 1513. Cette Continuation est imprimée au tome I du Spicilége de Dom Luc d'Achery, p. 472[36].
- 12350 - Ismaël Bouillaud, (Ifmaelis Bullialdi) Diatriba de Sancto Benigno, fcrita anno 1640: Parifiis, 1657 in-8[37]
- 12351 - Abbé Philibert Papillon, Dissertation dans laquelle on montre que l'auteur de la Chronique Latine de Saint-Bénigne de Dijon, est un religieux anonyme[38].
- 12352 -  Excerpta ex Chronico Sancti-Begnini Divionensis ab anno 753, ad annum 1223[39]
- 12353 - Ms Series Abbatum Sancti-Benigni Divionensis, ufque ad annum 1651; à Petro Franicisco Chiffletio, è Societate Jefu: exerpta ex Appendice quam Chronico Begnigniano adjecit[40]
- 12354 - Ms  Histoire du Monastère de Saint-Bénigne de Dijon  ou plutôt, Petites Remarques et Mémoires des choses anciennes et nouvelles arrivées en icelui pour plus facilement, par quelque personne intelligente, en composer une histoire fidèle, le tout recueilli et composé sur les titres et enseignements gardés ès archivés et Trésor dudit Saint-Bénigne etc. par Dom Thomas Le Roy, célérier et Procureur de ce Monastère; in-4° de 1121 pages. Cette Histoire était conservée dans la Bibliothèque de cette abbaye et se termine au 8 juin 1671, l'auteur mourut peu de temps après.
- 12355 -  Mémoire apologérique por les religieux de Saint-Bénigne de Dijon sur l'accusation de s'être prévalus de Bulles fausses et supposées etc... -  Mémoire pour les mêmes (au Grand Conseil) contre M. Poncelet de la Rivière, Évêque de Troyes, abbé de Saint-Bénigne et le sieur Pioret pourvu du Doyenné-Cure de Saint-Jean de Dijon, 1762 in-4° - Mémoire pour le sieur Pioret etc. contre les religieux, 1762, in-fol. Il s'agit du droit de nomination à la Cure de Saint-Jean de Dijon qui a été jugé alternatif entre l'Abbé et les Religieux.
- 12356 - Jean Mabillon,  De fancto Bertillone Chorepifcopo & Abbate Monafterii Sancti-Benigni apud Divionen; auctore:Joanne Mabillon, Benedicto è Congregatione fancti Mauri[41]
- 12357 - Rodolphe Glabro, Monacho Cluniacenfi ejus æquali,  Vita Sancti Guillelmi, Abbatis[42]
- 12358 - Il Monachifmo illuftrato di fan Gulielmo, Abbate Divionenfe, Panegerica Storia; di Francefco Amedeo Ormea, della Congregatione dell' Oratorio:in Torino Zapatta, 1623, in-fol. La même histoire traduite de l'Italien par Antoine Girard, Jésuite, Paris 1676, in-12°.
- 12359 - Histoire de la Vie & des Ecrits du même saint Guillaume; par D. Antoine Rivet, Bénédictin dans L'Histoire littéraire de France, t.VII, p. 318-325. Cet abbé est mort en 1031
- 12360 - Histoire de la Vie & des Ecrits de Javenton, abbé de Saint-Bénigne de Dijon par D. Antoine Rivet, bénédictin. Dans cet ouvrage, cet abbé est mort au t.IX, p. 526-554 en l'année 1112 ou 1113.

L'ensemble bibliographique ci-dessus de 12347 à 12360 est la bibliographie inscrite dans :  Bibliothèque historique de la France, contenant..., par feu Jacques Lelong, prêtre de l'Oratoire, nouvelle édition par Fevret de Fontette, Conseiller au Parlement, Paris, 1778, p. 765-766.